# King's Quest (videojuego de 2015)
King's Quest es una serie de videojuegos episódicos desarrollada por la empresa The Odd Gentlemen y publicada por la compañía Activision bajo la marca de Sierra Entertainment para Microsoft Windows, PlayStation 3, PlayStation 4, Xbox 360 y Xbox One. Es un nuevo reinicio y reinvención de la larga serie King's Quest. Si bien es un videojuego de aventuras como los juegos anteriores de la serie, la interfaz no es totalmente de apuntar y hacer clic (la versión para PC solo utiliza apuntar y hacer clic para el diálogo y las escenas en primera persona).
El juego es uno de los varios intentos de resucitar o reiniciar la franquicia de 1998 King Quest, y su primer capítulo fue lanzado alrededor de 32 años después de King's Quest I. Los nuevos capítulos no se consideran ni una nueva versión ni necesariamente una secuela, sino una "reimaginación" (los juegos originales se consideran parte del canon de la nueva serie, ya que cada capítulo tendrá lugar entre esos juegos, pero los juegos anteriores puede ser reinterpretados de maneras completamente nuevas).

## Jugabilidad
A diferencia de los videojuegos clásicos de King's Quest, el nuevo juego de King's Quest no es una aventura point and click. En cambio, es un videojuego de aventuras al que se les asigna a los jugadores el control de Graham, que se aventura en diferentes lugares para convertirse en un caballero. El movimiento de Graham puede ser completamente controlado por los jugadores. Según Matt Korba, el director creativo del juego, los controles del juego se centran en el "contexto de un solo botón". Como resultado, el juego no tiene interfaces o controles complicados. A lo largo del juego, los jugadores pueden interactuar con diferentes objetos en el entorno. Por ejemplo, los jugadores pueden recoger, juntar e inspeccionar diferentes elementos del escenario. Pueden cambiar a la perspectiva en primera persona al inspeccionarlos.
El juego es narrado por el viejo Graham y su nieta Gwendolyn. Las acciones del jugador en el juego cambian la narración. Por ejemplo, realizar ciertas acciones desbloquea un diálogo adicional. Cuando los jugadores toman decisiones equivocadas y mueren, Graham responde con frases como "Eso es lo que hubiera pasado si lo hubiera hecho", antes de que los jugadores vuelvan a aparecer. Los jugadores también toman decisiones a lo largo del juego que se dividen en tres enfoques diferentes: valentía, sabiduría y compasión. Las acciones realizadas por los jugadores tienen consecuencias e impactan en la historia del juego, y como resultado, cambian la experiencia general del juego. La mayoría de estas opciones están basadas en juegos. Según Korba, todas las elecciones hechas por Graham son heroicas, y no hay forma de que los jugadores construyan un Graham "malvado".
La primera sección del juego es lineal, es decir, los niveles se abren secuencialmente. Los jugadores son libres de explorar niveles, y el juego no tiene ninguna ruta prescrita o predeterminada. Los jugadores también pueden usar una variedad de métodos para completar sus objetivos, y tienen la tarea de resolver varios acertijos en el juego, aunque no hay soluciones fijas para estos rompecabezas. Los jugadores también pueden tener conversaciones con cualquiera en el juego. El juego presenta un diálogo de ramificación.  Además, el juego presenta algunas secuencias de acción, eventos de tiempo rápido y elementos de plataforma sobre rieles.

## Argumento
En King's Quest (2015), el Rey Graham le narra sus aventuras anteriores a su curiosa nieta, Gwendolyn. Es a través de estos cuentos que Gwendolyn aprende sobre la vida dirigida por su abuelo.
Junto con las nuevas historias, la serie vuelve a imaginar ciertos eventos, elementos e historias de los videojuegos anteriores. Algunos de los antecedentes de Graham incluso difieren de los dados en el material anterior de Sierra. En lugar de haber crecido en Daventry, ahora es un extraño que ha llegado recientemente a la tierra. La historia principal del Capítulo I, según Graham, es de cuando era solo un muchacho, antes de ser un caballero, y antes de llegar a Daventry por primera vez desde Llewdor. Solo ha leído acerca de Daventry de las guías de viaje que solía leer cuando era niño, y no podía esperar para ver sus famosos monumentos por sí mismo (el reino se reinventa como una bulliciosa ciudad amurallada que rodea Castle Daventry, donde como en el original juego, el castillo era una fortaleza solitaria, rodeado en su mayoría de desierto).
Tanto los compañeros de los juegos clásicos como las referencias y los eventos han sido reinventados, incluidos los lugares del universo expandido. El prólogo del Capítulo 1 vuelve a imaginar los eventos de King's Quest I y se centra en el espejo de los tres tesoros como el tesoro principal que Edward envió a Graham para convertirse en rey de Daventry (ya que había sido el único tesoro robado), los eventos de la guarida del dragón de King's Quest I, son completamente reinventados como una secuencia de acción que involucra ser perseguido por el dragón, y tener que tomar una decisión final sobre cómo distraer al dragón para escapar de vuelta al pozo hacia la superficie. Los capítulos posteriores se centran aún más en el espejo y señalan que emprendió aventuras separadas a lo largo de su vida en busca de otros tesoros (incluido el Escudo y el Cofre), y quiere ir de aventuras para encontrar aún más tesoros perdidos de Daventry incluso en su vejez para salvar su legado.
Un cambio principal es que Graham venga al reino para participar en un Torneo de Caballeros para convertirse en Caballero de Daventry, y el ganador también estará en la carrera para convertirse en el próximo rey. La historia involucra a Graham teniendo que derrotar a cada uno de los otros caballeros en varios desafíos. Se hace amigo de uno del caballero Achaka, que le enseñan cómo usar correctamente su arco, pero es testigo de la muerte de este por el dragón (a menudo se ve a Achaka como su "mejor" y amigo perdido a lo largo de la serie, incluso cuando ve a su fantasma en el último capítulo). Finalmente derrota al último caballero Manny en un juego de ingenios, y destierra al malvado caballero del reino.
El Capítulo III: Erase una subida vuelve a imaginar los eventos de King's Quest II, tomando la historia de la princesa atrapada en la torre por la bruja malvada Hagatha, pero ahora hay dos princesas atrapadas en la misma torre, atrapadas a lo largo del castillo con la bruja que también es una princesa. El propio Graham se queda atrapado con ellas en la torre y tiene que descubrir cómo escapar. El jugador termina eligiendo entre las dos princesas (ambas que terminarán siendo la reina Valanice del 'canon' para el jugador basado en quienquiera que sea) para ser su esposa. La sinopsis sugiere que los personajes originales de la historia pueden recordar que fue solo un cuento de hadas, y que la nueva serie cuenta una historia real y más complicada.
El Capítulo IV: Lugar helado como en casa elementos reinventados de King's Quest III Al final Manny es derrotado de nuevo, incluyendo los detalles de los eventos de cómo Alexander fue robado con la familia real, siendo testigo directo de que está sucediendo y no puede detenerlo (en la historia original se dice que Alexander había "desaparecido", y nadie sabía qué que le había ocurrido o que se lo había llevado), a los elementos de la estancia de Alexander en Llewdor que Manannán huyeron de allí pronto después del secuestro con Alexander se trasladó a una mansión allí y enseñó varios esclavos a lo largo de Alexander y Mordon (más adelante "Mordack") magia en la preparación para conquistar a Daventry, y reemplazar al rey con Alejandro en el trono. Manny aún era un maestro severo, lo que llevó a Alexander a escapar convirtiendo a su maestro en un gato, y regresando a un Daventry bastante pacífico (sin dragones arrasando la tierra). Alexander ingresó al castillo no mucho después de que la familia real (incluyendo a Rosella bastante segura) terminara de clasificar sus leyes, su hermana y Graham habían jugado un juego divertido de no pestañear, y una discusión de que deberían ir de vacaciones durante el invierno fiesta. Están sorprendidos por el regreso de Alexander, y finalmente deciden ir en ese viaje y llevarlo con ellos para conocerlo mejor. Finalmente terminan viajando a un misterioso Laberinto de Hielo y descubren que una de las dos princesas (que se convirtió en Valanice) se había convertido en Icebella (reinventando algunos de los detalles de King's Quest V). Este Icebella finalmente es asesinado por Manny (en la forma de una Esfinge). Manny es derrotado nuevamente por Alexander, quien nuevamente usa una galleta mágica para transformarlo de nuevo en un gato. Al final, una de las creaciones guardianas de hielo de Icebella toma su corona y se declara a sí misma como la nueva Icebella (prefiguración del Icebella Graham que más tarde encontraría durante su búsqueda en King's Quest V). Mordon termina dejando caer su nombre de esclavo, y cambia su nombre a Mordack más presagiando King's Quest V. Algunos de los diálogos de Alejandro también prefiguran los eventos de King's Quest VI, como cuando menciona que vio en una bola de cristal que se encontraría con un minotauro en un laberinto en el futuro, y que le gustan las mujeres con piel aceitunada y ojos verdes.
El capítulo 5: El buen caballero se lleva a cabo tarde en la vida de Graham como un hombre mayor. Tiene un último encuentro con Manny, una oportunidad de demostrar que todavía tiene buen juicio, fuerte. Hay más asentimientos a los eventos reinventados de King's Quest V de tal manera que en lugar de trabajos en piedra, el lugar donde Graham y Mordack tuvieron su duelo mágico tenían tablas de piso de madera, en las cuales se escondió después de lanzar el hechizo de fuego y escaparon. También hay algunos gestos vueltos a pensar en el material de King's Quest VI, incluida la idea de que Graham está pensando en su muerte, y viajando al Reino de los Muertos para ir antes que Samhain (en lugar de la dimensión de la muerte de Daventry de King's Quest VIII) Incluso hay un momento durante la historia que muestra las puertas del Reino de la Muerte en la forma VGA clásica. Graham se ve obligado a salvar su reino, pero se envenena en el proceso, y Manny intenta vengarse del rey, pero no antes de que Mordon/Mordack se apiadaran de Graham (ya que también había sido manipulado y abusado por Manannan). a lo largo de su vida) y salva al rey. Los antiguos rivales se hacen amigos.
La apariencia de Graham se vuelve a imaginar en la serie a lo largo de la línea de tiempo, cuando comienza flaco, gana músculos en el Capítulo 3. Mientras se vuelve fresco, lentamente crece la barba, la barba, la larga barba gris al final de su vida, para mostrar su progresión a través del tiempo.
Los eventos actuales tienen lugar en las últimas semanas o meses de la vida de Graham mientras él está postrado en cama por el veneno en el Capítulo 5. Él está contando varias de las historias de su vida a su nieta para enseñarle lecciones, y con suerte hacerla mejor. Reina cuando él pasa. Él cambia las leyes para que su nieta pueda ser el heredero al trono. Para la última historia, su mente está comenzando a irse, y comienza a ver el fantasma de su amigo perdido, Achaka. Comienza a olvidar muchos de los detalles de su historia, teniendo que hacer que Gwendolyn llene los espacios siempre que sea posible, e incluso juntar las piezas para contar el resultado final de la historia. Esa noche él fallece pero deja una carta para que su nieta la lea, diciéndole que encuentre su propio legado, y no viva de la suya.
En el Epílogo, Gwendolyn, presumiblemente ahora Reina (aunque no se explica lo que sucede con la Reina Valanice, pero ella todavía vive en el castillo) va a su primera aventura en el reino, en una búsqueda de tontos (un lagarto parecido a un pavo/criatura dinosaurio). Durante su aventura, conoce y se hace amiga de Taskia, la nieta de Achaka, que había venido a Daventry para vencer a un dragón y vengar a su abuelo. El dragón resulta ser solo un bebé, y es inocente. Terminan haciéndose amigos del dragón, y regresan al castillo.

## Desarrollo
Hubo varios intentos de reiniciar la franquicia después de King's Quest VIII, ninguno de los cuales pasó las etapas de anuncio o concepto. En agosto de 2014, Activision anunció que habían revivido la marca de Sierra, y que habían pasado las responsabilidades de desarrollo de un nuevo juego a The Odd Gentlemen. Debido a su longitud, el juego se dividió en varios capítulos con un calendario de lanzamiento intermitente. El guion del primer capítulo solo tenía 640 páginas e incluía rutas de ramificación, huevos de Pascua, narración, uso e interacción de objetos y árboles de diálogo. Cada capítulo de la serie era más largo y más complejo que algunas series episódicas similares, como las realizadas por Telltale Games. El juego incluye interpretaciones vocales de los actores Christopher Lloyd, Wallace Shawn, Cherami Leigh, Tom Kenny, Josh Keaton, Maggie Elizabeth Jones y Zelda Williams.

## Liberación
El juego fue lanzado en cinco partes en los años 2015 y 2016, con un epílogo jugable opcional, que solo se incluye en la edición King's Quest: The Complete Collection. Si la primera serie con Graham funciona bien, la futura serie King's Quest (Por temporadas') de The Odd Gentlemen seguiría a otros miembros de la familia real.
| Capítulo | Dirigido por | Escrito por                   | Fecha de lanzamiento del episodio |
| --- | ------------ | ----------------------------- | --------------------------------- |
| |              |                               |                                   |
| Capítulo I: "Un caballero para recordar" | Matt Korba   | Lindsey Rostal and Matt Korba | 28 de julio de 2015               |
| El viaje de Graham a la caballería comienza en este capítulo. Se lleva a cabo antes del King's Quest original como recuerdos del día de hoy Graham (que ahora está envejecido), narrado a su nieta Gwendolyn.                                                                        |              |                               |                                   |
| |              |                               |                                   |
| Capítulo II: "Escombros sin causa" | Matt Korba   | Lindsey Rostal and Matt Korba | 15 de diciembre de 2015           |
| Graham relata su primera aventura como el recién coronado rey de Daventry salvando el reino de los invasores goblins. |              |                               |                                   |
| |              |                               |                                   |
| Capítulo III: "Erase una subida" | Matt Korba   | Lindsey Rostal and Matt Korba | 26 de abril de 2016               |
| Graham relata la historia de cómo conoció a su amada Valanice. Subiendo a una torre, Graham encuentra dos princesas, Vee y Neese, atrapadas por la bruja Hagatha. |              |                               |                                   |
| |              |                               |                                   |
| Capítulo IV: "Lugar helado como en casa" | Matt Korba   | Lindsey Rostal and Matt Korba | 27 de septiembre de 2016          |
| Después de que el hijo de Graham, Alexander, escapa de su vida de esclavización a Manannan, lo celebran llevando a la familia de vacaciones. Sin embargo, descubren que el complejo ha sido transformado en un palacio nevado de trampas letales por una reina helada y una esfinge. |              |                               |                                   |
| |              |                               |                                   |
| Capítulo V: "El buen caballero" | Matt Korba   | Lindsey Rostal and Matt Korba | 25 de octubre de 2016             |
| Cuando el anciano rey Graham llega al final de su vida, tiene tiempo suficiente para contarle a Gwendolyn su enfrentamiento final con Manannan. |              |                               |                                   |
| |              |                               |                                   |
| Epilogo | Matt Korba   | Lindsey Rostal and Matt Korba | 20 de diciembre de 2016           |
| |              |                               |                                   |

## Recepción

### Capítulo I: Un caballero para recordar
El Capítulo I: Un Caballero para Recordar recibió críticas positivas. El sitio web de revisión Metacritic le dio a la versión de Microsoft Windows 82/100 basada en 23 revisiones, la versión de PlayStation 4 77/100 basada en 22 revisiones y la versión de Xbox One 80/100 sobre la base de 26 revisiones.

### Capítulo II: Escombros sin causa
Capítulo II: Escombros sin causa recibió críticas mixtas. Metacritic dio la versión de Microsoft Windows 67/100 basada en 7 revisiones, a la versión de PlayStation 4 68/100 basada en 12 revisiones y a la versión de Xbox One 71/100 basada en 11 revisiones.

### Capítulo III: Erase una subida
Capítulo III: Erase una subida recibió críticas positivas. Metacritic dio la versión de Microsoft Windows 78/100 basada en 4 revisiones, la versión de PlayStation 4 79/100 basada en 9 revisiones y la versión de Xbox One 80/100 basada en 8 revisiones.

### Capítulo IV: Lugar helado como en casa
Capítulo IV: Lugar helado como en casa recibió generalmente críticas mixtas. Chris Carter de Destructoid dio a este capítulo un 9/10 por ser "un sello de excelencia. Puede tener algunos defectos, pero son insignificantes a lo que es un título supremo," mientras que Chandler Wood desde PlayStation  Lifestyle tenía algún sentimientos encontrados sobre el capítulo, dándole 5.5 contento con "Algunas grandes referencias y líneas culturales, pero en general no le gusta el "Ambiente frío y aburrido / El Diseño de rompecabezas aburrido y fechado / La Falta de opciones significativas / Y las Capacidades de minimización mostradas en capítulos anteriores ".

### Capítulo V: El buen caballero
El capítulo V: El buen caballero recibió críticas generalmente positivas. Chris Carter de Destructoid le dio a este capítulo 8.5/10, un "esfuerzo impresionante con algunos problemas notables que lo retrasaron. No sorprenderá a todos, pero vale la pena el dinero y el tiempo de la mayoría de la gente". Chandler Wood de PlayStation Lifestyle estaba contento con este capítulo esta vez, dando al juego 8/10, elogiando los "temas profundos de mortalidad, los logros de la vida y lo que dejamos atrás / Devolución de llamada a King's Quest a través de los años / Conclusión que pone toda la saga en contexto y la termina muy bien "aunque estar descontento con la" pérdida repentina de memoria "y" algún diseño de rompecabezas defectuoso".